# 梅尔斯克韦莱 (摩泽尔省)
梅尔斯克韦莱（法語：Merschweiller）是法国摩泽尔省的一个市镇，属于蒂永维尔东区（Thionville-Est）谢尔勒班县（Sierck-les-Bains）。该市镇总面积5.76平方公里，2009年时的人口为181人。

## 人口
梅尔斯克韦莱人口变化图示